# Rhinidae
Rhinidae  – rodzina ryb chrzęstnoszkieletowych z rząd Rhinopristiformes.

## Systematyka
Do rodziny Rhinidae zaliczana są następujące rodzaje: 
- Rhina Bloch & Schneider, 1801 – jedynym przedstawicielem jest Rhina ancylostomus Bloch & Schneider, 1801
- Rhynchobatus Müller & Henle, 1837
- Rhynchorhina Séret & Naylor, 2016 – jedynym przedstawicielem jest Rhynchorhina mauritaniensis Séret & Naylor, 2016